# Língua tangute
O tangute (também xi-xia, hsi-hsia) é uma antiga língua tibeto-birmanesa do nordeste, falada durante o período da Dinastia Xia Ocidental (também conhecida como Império Tangute) da história da China. É classificada por alguns linguistas como uma língua qiang, assim como o qiang e o rGyalrong. É parente distante do tibetano e do birmanês, e possivelmente até do chinês.
O tangute foi uma das línguas oficiais da Dinastia Xia Ocidental (彌藥, conhecida em tibetano como Mi-nyag), fundada pelos tangutes após obterem sua independência da Dinastia Songue, no início do século XI. O Império Tangute foi aniquilado com a invasão de Gêngis Cã, em 1226.
O tangute tem uma forma de escrita própria, a escrita tangute.